# Max Roach
Maxwell Lemuel "Max" Roach (ngày 10 tháng 1 năm 1924 – ngày 16 tháng 8 năm 2007) là một nhà soạn nhạc, tay trống và nhạc cụ gõ nhạc jazz.
Là một nghệ sĩ tiên phong cho bebop, Roach cũng thực hiện nhiều thể loại nhạc khác, và thường được xem là một trong số các tay trống quan trọng nhất trong lịch sử âm nhạc. Ông làm việc với nhiều nghệ sĩ nhạc jazz nổi tiếng, gồm Coleman Hawkins, Dizzy Gillespie, Charlie Parker, Miles Davis, Duke Ellington, Thelonious Monk, Charles Mingus, Billy Eckstine, Stan Getz, Sonny Rollins, Clifford Brown, Eric Dolphy và Booker Little. Ông được vinh danh trong Down Beat Hall of Fame năm 1980 và Modern Drummer Hall of Fame năm 1992.

## Đĩa nhạc

### Dưới vai trò chỉ huy
- 1953: The Max Roach Quartet featuring Hank Mobley (Debut)
- 1956: Max Roach + 4 (EmArcy)
- 1957: Jazz in ¾ Time (EmArcy)
- 1957: The Max Roach 4 Plays Charlie Parker (EmArcy)
- 1958: MAX (Argo)
- 1958: Max Roach + 4 on the Chicago Scene (Mercury)
- 1958: Max Roach/Art Blakey (with Art Blakey)
- 1958: Max Roach + 4 at Newport (EmArcy)
- 1958: Max Roach with the Boston Percussion Ensemble (EmArcy)
- 1958: Deeds, Not Words (Riverside) - also released as Conversation
- 1958: Award-Winning Drummer (Time) - also released as Max Roach
- 1958: Max Roach/Bud Shank - Sessions – with Bud Shank
- 1958: The Defiant Ones - cùng Booker Little
- 1959: The Many Sides of Max (Mercury)
- 1959: Rich Versus Roach (Mercury) - cùng Buddy Rich
- 1959: Quiet as It's Kept (Mercury)
- 1959: Moon Faced and Starry Eyed (Mercury) - cùng Abbey Lincoln
- 1959: Max Roach (Time) – with Booker Little
- 1960: Long as You're Living (Enja) - phát hành 1984
- 1960: Parisian Sketches (Mercury)
- 1960: We Insist! (Candid)
- 1961: Percussion Bitter Sweet (Impulse!) - cùng Mal Waldron
- 1962: It's Time (Impulse!) - cùng Mal Waldron
- 1962: Speak, Brother, Speak! (Fantasy)
- 1964: The Max Roach Trio Featuring the Legendary Hasaan (Atlantic) - cùng Hasaan Ibn Ali
- 1966: Drums Unlimited (Atlantic)
- 1968: Members, Don't Git Weary (Atlantic)
- 1971: Lift Every Voice and Sing (Atlantic) - cùng the J.C. White Singers
- 1976: Force: Sweet Mao-Suid Afrika '76 (duo with Archie Shepp)
- 1976: Nommo (Victor)
- 1977: Max Roach Quartet Live in Tokyo (Denon)
- 1977: The Loadstar (Horo)
- 1977: Max Roach Quartet Live In Amsterdam - It's Time (Baystate)
- 1977: Solos (Baystate)
- 1977: Streams of Consciousness (Baystate) - cùng Dollar Brand
- 1978: Confirmation (Fluid Records)
- 1978: Birth and Rebirth - cùng Anthony Braxton (Black Saint)
- 1979: The Long March - cùng Archie Shepp (Hathut)
- 1979: Historic Concerts - cùng Cecil Taylor (Black Saint)
- 1979: One in Two - Two in One - cùng Anthony Braxton (Hathut)
- 1979: Pictures in a Frame (Soul Note)
- 1980: Chattahoochee Red (Columbia)
- 1982: Swish - duo with Connie Crothers (New Artists)
- 1982: In the Light (Soul Note)
- 1983: Live at Vielharmonie (Soul Note)
- 1984: Scott Free (Soul Note)
- 1984: It's Christmas Again (Soul Note)
- 1984: Survivors (Soul Note)
- 1985: Easy Winners (Soul Note)
- 1986: Bright Moments (Soul Note)
- 1989: Max + Dizzy: Paris 1989 - cùng Dizzy Gillespie (A&M)
- 1989: Homage to Charlie Parker (A&M)
- 1991: To the Max! (Enja)
- 1995: Max Roach With The New Orchestra Of Boston And The So What Brass Quintet (Blue Note)
- 1999: Beijing Trio (Asian Improv)
- 2002: Friendship - (with Clark Terry) (Columbia)

### Co-leader
Cùng Clifford Brown
- 1954: Best Coast Jazz (Emarcy)
- 1954: Clifford Brown All Stars (Emarcy, [released 1956])
- 1954: Jam Session (EmArcy, 1954) - with Maynard Ferguson và Clark Terry
- 1954: Brown and Roach Incorporated (EmArcy)
- 1954: Daahoud (Mainstream) - released 1973
- 1955: Clifford Brown with Strings (EmArcy)
- 1954-55: Clifford Brown and Max Roach (EmArcy)
- 1955: Study in Brown (EmArcy)
- 1954: More Study in Brown
- 1956: Clifford Brown and Max Roach at Basin Street (EmArcy)
- 1979: Live at the Bee Hive (Columbia Records)

Cùng M'Boom
- 1973: Re: Percussion (Strata-East Records)
- 1979: M'Boom (Columbia)
- 1984: Collage (Soul Note)
- 1992: Live at S.O.B.'s New York (Blue Moon Records)

 
|

### Dưới vai trò sideman
Cùng Chet Baker
- Witch Doctor (Contemporary, 1953 [1985])

Cùng Don Byas
- Savoy Jam Party (1946)

Cùng Jimmy Cleveland
- Introducing Jimmy Cleveland and His All Stars (EmArcy, 1955)

Cùng Al Cohn
- Cohn's Tones (1953)

Cùng Miles Davis
- Birth of the Cool (Capitol, 1949)
- Conception (Prestige, 1951)

Cùng John Dennis
- New Piano Expressions (1955)

Cùng Kenny Dorham
- Jazz Contrasts (Riverside, 1957)

Cùng Billy Eckstine
- The Metronome All Stars (1953)

Cùng Duke Ellington
- Paris Blues (United Artists, 1961)
- Money Jungle (United Artists, 1962) - with Charles Mingus

Cùng Maynard Ferguson
- Jam Session featuring Maynard Ferguson (EmArcy, 1954)

Cùng Dizzy Gillespie 
- Diz and Getz (Verve, 1953) - with Stan Getz
- The Bop Session (Sonet, 1975) - with Sonny Stitt, John Lewis, Hank Jones và Percy Heath

Cùng Stan Getz
- Opus BeBop (1946)

Cùng Benny Golson
- The Modern Touch (Riverside, 1957)

Cùng Johnny Griffin
- Introducing Johnny Griffin (Blue Note, 1956)

Cùng Slide Hampton
- Drum Suite (Epic, 1962)

Cùng Coleman Hawkins
- Rainbow Mist (1944)
- Coleman Hawkins and His All Stars (1944)
- Body and Soul (1946)

Cùng Joe Holiday
- Mambo Jazz (1953)

Cùng J.J. Johnson
- Mad Be Bop (1946)
- First Place (1957)

Cùng Thad Jones
- The Magnificent Thad Jones (Blue Note, 1956)

Cùng Abbey Lincoln
- That's Him! (Riverside, 1957)
- Straight Ahead (Riverside, 1961)

Cùng Booker Little
- Out Front (Candid, 1961)

Cùng Howard McGhee
- The McGhee-Navarro Sextet (1950)

Cùng Gil Melle
- New Faces, New Sounds (Blue Note, 1952)

Cùng Charles Mingus
- The Charles Mingus Quintet & Max Roach (Debut, 1955)

Cùng Thelonious Monk
- The Complete Genius (Blue Note, 1952)
- Brilliant Corners (Riverside, 1956)

Cùng Herbie Nichols
- Herbie Nichols Trio (Blue Note, 1955)

Cùng Charlie Parker
- Town Hall, New York, ngày 22 tháng 6 năm 1945 (1945) - with Dizzy Gillespie
- The Complete Savoy Studio Recordings (1945–48)
- Lullaby in Rhythm (1947)
- Charlie Parker on Dial (Dial, 1947)
- The Band that Never Was (1948)
- Bird on 52nd Street (1948)
- Bird at the Roost (1948)
- Charlie Parker – Complete Sessions on Verve (Verve, 1949–53)
- Charlie Parker in France (1949)
- Live at Rockland Palace (1952)
- Yardbird: DC-53 (1953)

Cùng Bud Powell
- The Bud Powell Trip (1947)
- The Amazing Bud Powell (Blue Note, 1951)

Cùng Sonny Rollins
- Work Time (Prestige, 1955)
- Sonny Rollins Plus 4 (Prestige, 1956)
- Tour de Force (Prestige, 1956)
- Rollins Plays for Bird (Prestige, 1956)
- Saxophone Colossus (Prestige, 1956)
- Freedom Suite (Riverside, 1958)
- Stuttgart 1963 Concert (1963)

Cùng A. K. Salim
- Pretty for the People (Savoy, 1957)

Cùng Hazel Scott
- Relaxed Piano Moods (1955)

Cùng Sonny Stitt
- Sonny Stitt/Bud Powell/J. J. Johnson (Prestige, 1956)

Cùng Stanley Turrentine
- Stan "The Man" Turrentine (Time, 1960 [1963])

Cùng Tommy Turrentine
- Tommy Turrentine (1960)

Cùng George Wallington
- The George Wallington Trip and Septet (1951)

Cùng Dinah Washington
- Dinah Jams (EmArcy, 1954)

Cùng Randy Weston
- Uhuru Afrika (Roulette, 1960)

Cùng Joe Wilder
- The Music of George Gershwin: I Sing of Thee (1956)